# Історія логарифмів
Історія логарифмів як алгебричного поняття простежується від античних часів. Ідейним джерелом і стимулом застосування логарифмів став той факт (відомий ще Архімеду), що при перемножуванні степенів з однаковою основою їх показники додаються: {\displaystyle a^{b}\cdot a^{c}=a^{b+c}}.

## Попередники
Індійський математик VIII століття Вірасена, досліджуючи степеневі залежності, опублікував таблицю цілочисельних показників (тобто, фактично, логарифмів) для основ 2, 3, 4.

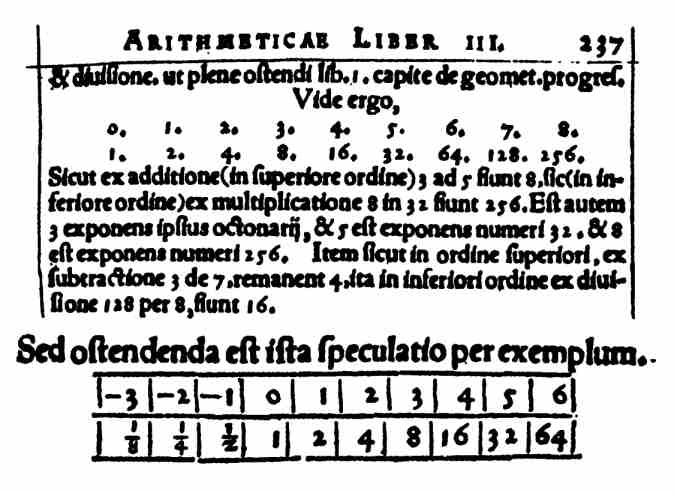
Логарифмічна таблиця М. Штіфеля, «Arithmetica integra», 1544

Вирішальний крок зроблено в середньовічній Європі. Потреба в складних розрахунках у XVI столітті швидко росла, і значна частина труднощів була пов'язана з множенням і діленням багатозначних чисел, а також добуванням коренів. Наприкінці століття декільком математикам, майже одночасно, спала на думку ідея: замінити трудомістке множення простим додаванням, зіставивши за допомогою спеціальних таблиць геометричну й арифметичну прогресії, при цьому геометрична буде початковою. Тоді й ділення автоматично заміниться значно простішим і надійнішим відніманням, спростяться також піднесення до степеня та обчислення кореня.
Першим цю ідею опублікував у своїй книзі «Arithmetica integra» (1544) Міхаель Штифель, який, втім, не доклав серйозних зусиль для практичної реалізації своєї ідеї. Головною заслугою Штифеля є перехід від цілих показників степеня до довільних раціональних (перші кроки в цьому напрямку зробили Ніколя Орезм у XIV столітті і Нікола Шюке в XV столітті).

## Джон Непер і його «дивовижна таблиця логарифмів»

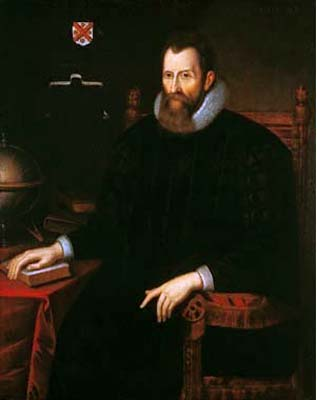
Джон Непер

У 1614 році шотландський математик-аматор Джон Непер опублікував латинською мовою твір під назвою «Опис дивовижної таблиці логарифмів» (лат. Mirifici Logarithmorum Canonis Descriptio). Він містив короткий опис логарифмів і їх властивостей, а також 8-значні таблиці логарифмів синусів, косинусів і тангенсів із кроком 1'. Термін логарифм, запропонований Непером, утвердився в науці. Теорію логарифмів Непер виклав у іншій своїй книзі «Побудова дивовижної таблиці логарифмів» (лат. Mirifici Logarithmorum Canonis Constructio), яку видав посмертно, в 1619 році, його син Роберт.
Судячи з документів, технікою логарифмування Непер володів уже до 1594 року. Безпосередньою метою її розробки було полегшити Неперу складні астрологічні розрахунки; саме тому в таблиці включено тільки логарифми тригонометричних функцій.
Поняття функції тоді ще не було, і Непер визначив логарифм кінематично, зіставивши рівномірний і логарифмічно-уповільнений рух; наприклад, логарифм синуса він визначив так:
 Логарифмом даного синуса є число, яке арифметично зростало завжди з тією ж швидкістю, з якою повний синус почав геометрично спадати. 
У сучасних позначеннях кінематичну модель Непера можна зобразити диференціальним рівнянням:
{\displaystyle {\frac {dx}{x}}=-{\frac {dy}{M}}},
де M — масштабний множник, уведений для того, щоб значення вийшло цілим числом з потрібною кількістю знаків (десяткові дроби тоді ще не набули широкого застосування). Непер взяв M = 10 000 000.
Строго кажучи, Непер табулював не ту функцію, яку зараз називають логарифмом. Якщо позначити його функцію {\displaystyle \operatorname {LogNap} (x)}, то вона пов'язана з натуральним логарифмом так:
{\displaystyle \operatorname {LogNap} (x)=M\cdot (\ln(M)-\ln(x))}
Очевидно, {\displaystyle \operatorname {LogNap} (M)=0}, тобто логарифм «повного синуса» (відповідного 90°) є нуль — цього й домагався Непер своїм визначенням. Також він хотів, щоб усі логарифми були додатними; неважко переконатися, що ця умова для {\displaystyle x<M} виконується: {\displaystyle \operatorname {LogNap} (0)=\infty }.
Основна властивість логарифма Непера: якщо величини утворюють геометричну прогресію, то їх логарифми утворюють прогресію арифметичну. Однак правила логарифмирования для неперової функції відрізнялися від правил для сучасного логарифма, наприклад:
{\displaystyle \operatorname {LogNap} (a\cdot b)=\operatorname {LogNap} (a)+\operatorname {LogNap} (b)-\operatorname {LogNap} (1)}

## Подальший розвиток
Як згодом виявилось, через помилки в алгоритмі всі значення таблиці Непера містили після шостого знака хибні цифри. Однак це не завадило новій методиці обчислень набути популярності, і складанням логарифмічних таблиць зайнялися багато європейських математиків. Йоганн Кеплер 1620 року видав астрономічний довідник, у який вставив захоплену посвяту Неперу (не знаючи, що винахідник логарифмів уже помер). У 1624 році Кеплер опублікував власний варіант логарифмічних таблиць (лат. Chilias Logarithmorum ad totidem numeros rotundos). Використання логарифмів дозволило Кеплеру відносно швидко завершити багаторічну працю зі складання Рудольфинських таблиць, які закріпили успіх геліоцентричної астрономії.

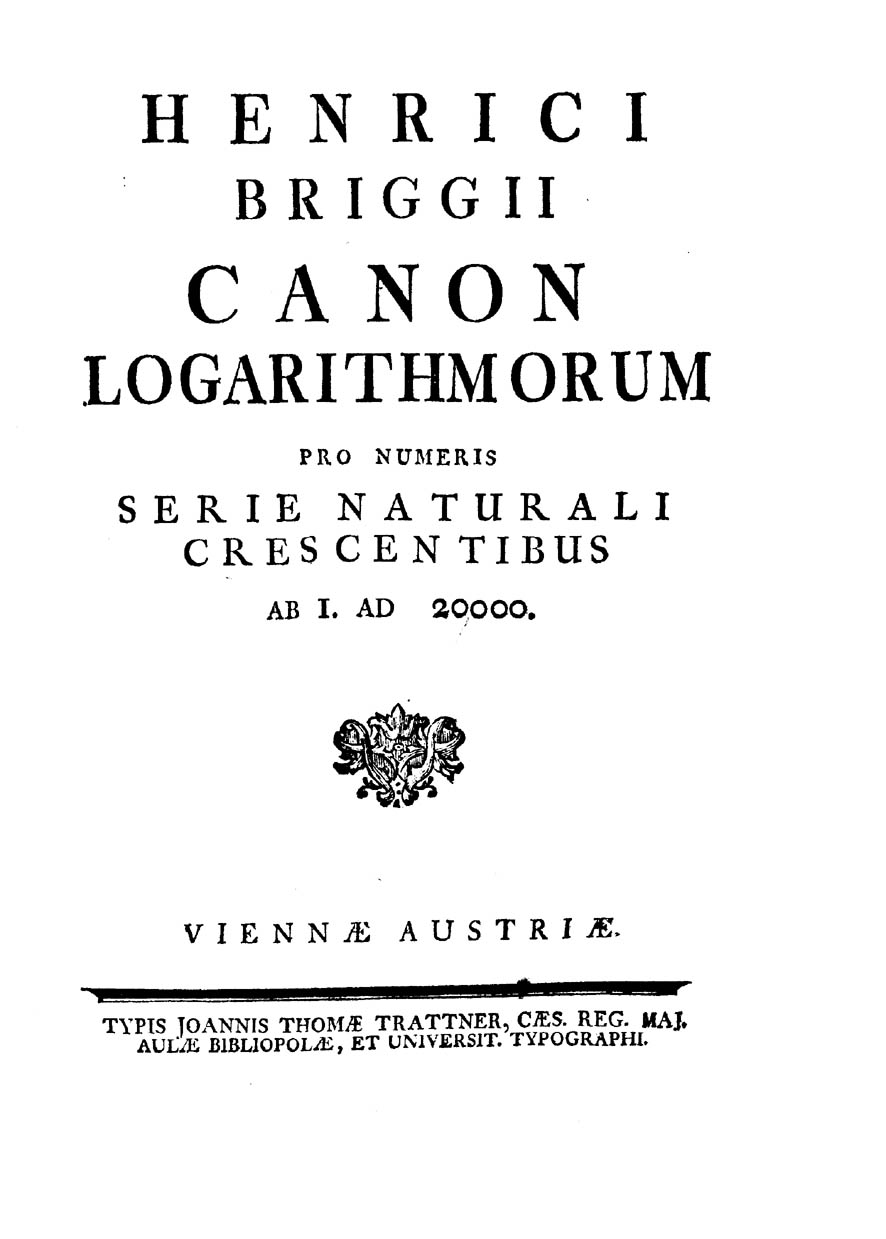
Таблиці Брігса

Через кілька років після книги Непера з'явилися логарифмічні таблиці, що використовують ближче до сучасного розуміння логарифма. Лондонський професор Генрі Бріґґз видав 14-значні таблиці десяткових логарифмів (1617), причому не для тригонометричних функцій, а для довільних цілих чисел до 1000 (7 років потому Бріґґз збільшив кількість чисел до 20000). 1619 року лондонський вчитель математики Джон Спейделл (англ. John Speidell) перевидав логарифмічні таблиці Непера, виправлені і доповнені так, що вони фактично стали таблицями натуральних логарифмів. У Спейделла теж були і логарифми самих чисел до 1000 (причому логарифм одиниці, як і у Бріґґза, дорівнював нулю) — хоча масштабування до цілих чисел Спейделл зберіг.
У 1620-і роки Едмунд Вінґейт і Вільям Отред винайшли першу логарифмічну лінійку, яка, до появи кишенькових калькуляторів, служила незамінним розрахунковим знаряддям інженера. За допомогою цього компактного інструменту можна швидко виконувати всі алгебричні операції, зокрема й за участю тригонометричних функцій. Точність розрахунків — близько 3 значущих цифр.

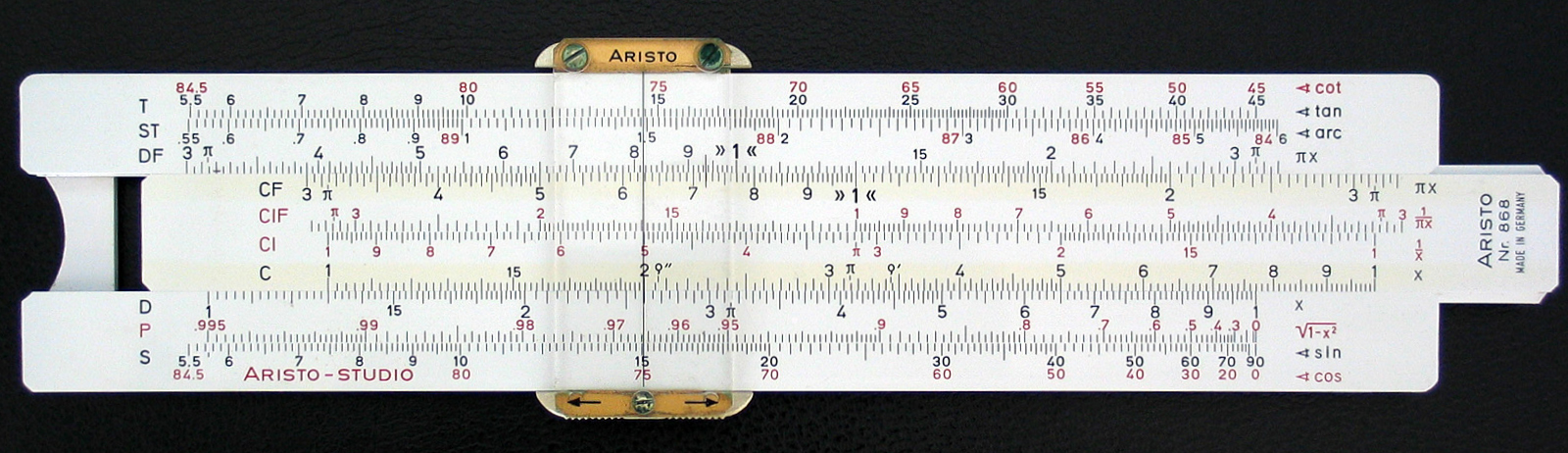
Логарифмічна лінійка. Множення 1,3 × 2 або ділення 2,6 / 2 (див. шкали C і D).

Незабаром з'ясувалося, що місце логарифмів у математиці не обмежується розрахунковими зручностями. У 1629 році бельгійський математик Грегуар де Сент-Вінсент показав, що площа під гіперболою {\displaystyle y={\frac {1}{x}}} змінюється за логарифмічним законом. У 1668 році німецький математик Ніколас Меркатор (Кауфман) відкрив і опублікував у своїй книзі Logarithmotechnia розклад логарифма в нескінченний «ряд Меркатора». На думку багатьох істориків, поява логарифмів значно вплинула на багато математичних концепцій, зокрема, на:
1. Формування і визнання загального поняття ірраціональних і трансцендентних чисел[19].
2. Появу показникової функції і загального поняття числової функції, числа Ейлера, розвиток теорії різницевих рівнянь[20].
3. Початок роботи з нескінченними рядами[18].
4. Загальні методи розв'язування диференціальних рівнянь різних типів.
5. Істотний розвиток теорії чисельних методів, необхідних для обчислення точних логарифмічних таблиць.

До кінця XIX століття загальноприйнятого позначення логарифма не було, основу a вказували то лівіше і вище символу log, то над ним. Врешті-решт математики прийшли до висновку, що найзручніше місце для основи — нижче рядка, після символу log: {\displaystyle \log _{a}b}. Короткі позначки найуживаніших видів логарифма — {\displaystyle \lg ,\;\ ln} для десяткового і натурального — з'явилися значно раніше відразу в кількох авторів і закріпилися остаточно також до кінця XIX століття.
Близьке до сучасного розуміння логарифмування — як операції, оберненої до піднесення до степеня — вперше з'явилося у Валліса (1685) і Йоганна Бернуллі (1694), а остаточно його узаконив Ейлер. У книзі «Вступ до аналізу нескінченних» (1748) Ейлер дав сучасні визначення як показникової, так і логарифмічної функцій, навів розклади їх у ступеневі ряди, особливо відзначив роль натурального логарифма. Ейлеру належить і заслуга поширення логарифмічної функції на комплексну область.

## Логарифмічні таблиці

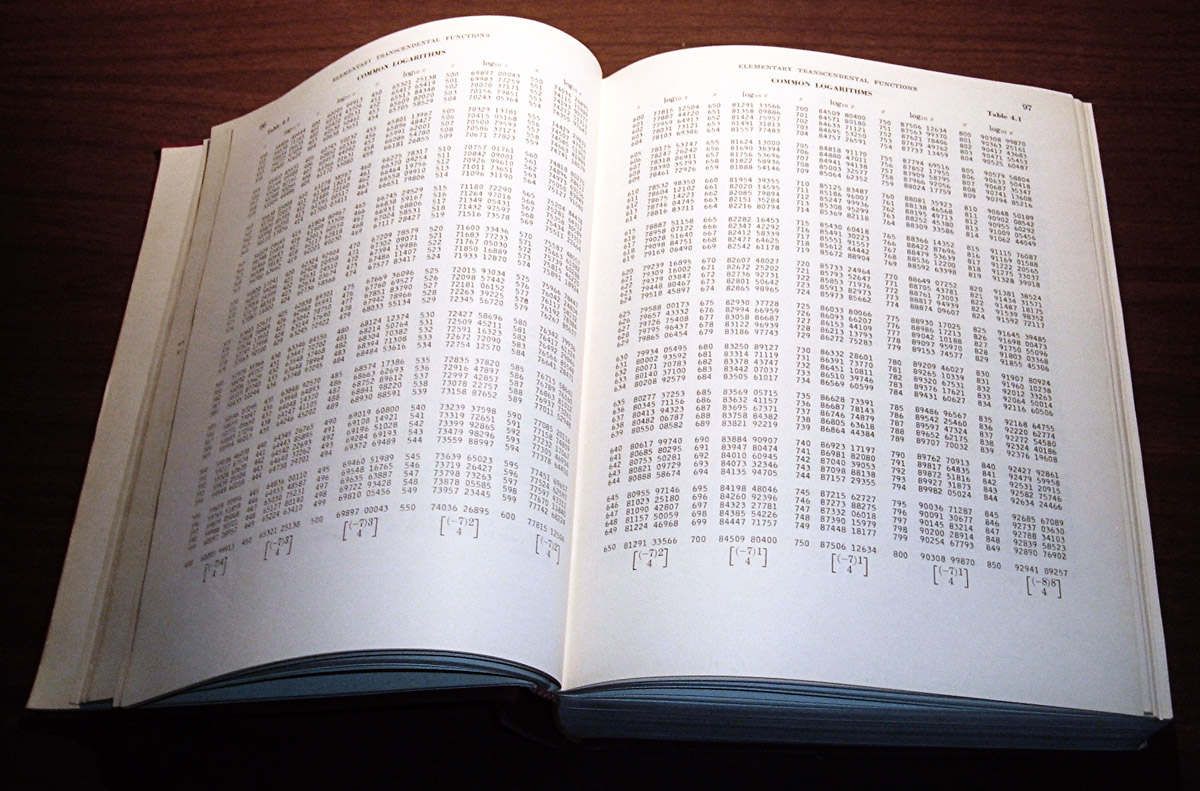
Логарифмічні таблиці

Зі властивостей логарифма випливає, що замість трудомісткого множення багатозначних чисел досить знайти (за таблицями) і додати їх логарифми, а потім з тих самих таблиць (розділ «антилогарифми») виконати потенціювання, тобто знайти значення результату за його логарифмом. Виконання ділення відрізняється тільки тим, що логарифми віднімаються.
Перші таблиці логарифмів опублікував Джон Непер (1614), і вони містили лише логарифми тригонометричних функцій, причому з помилками. Незалежно від нього свої таблиці опублікував Йост Берджі, друг Кеплера (1620). 1617 року оксфордський професор математики Генрі Бріґґз опублікував таблиці, які вже включали десяткові логарифми самих чисел, від 1 до 1000, з 8 (пізніше — з 14) знаками. Але й у таблицях Брігса виявилися помилки. Перше безпомилкове видання на основі таблиць Георга Веги (1783) з'явилося тільки в 1857 році в Берліні (таблиці Бремікера, Carl Bremiker).
В СРСР випускалися кілька збірок таблиць логарифмів:
1. Таблиці Брадіса, що видаються від 1921 року, використовувалися в навчальних закладах та для інженерних розрахунків, що не вимагають великої точності. Вони містили мантиси десяткових логарифмів чисел і тригонометричних функцій, натуральні логарифми і деякі інші корисні розрахункові інструменти.
2. Професійний збірник семизначних таблиць для точних обчислень[25].
3. Класичні шестизначні таблиці, зручні для розрахунків з тригонометричними функціями[26].
4. П'ятизначні таблиці натуральних значень тригонометричних величин, їх логарифмів та логарифмів чисел[27].
5. Таблиці натуральних логарифмів у 2 томах[28].
6. П'ятизначні таблиці логарифмів комплексних чисел[29].

## Розширення логарифма на комплексні числа
Перші спроби поширити логарифми на комплексні числа робили на рубежі XVII—XVIII століть Лейбніц і Йоганн Бернуллі, однак створити цілісну теорію їм не вдалося — в першу чергу з тієї причини, що тоді ще не було ясно визначено саме поняття логарифма. Дискусія з цього приводу точилася спочатку між Лейбніцем і Бернуллі, а в середині XVIII століття — між д'Аламбером і Ейлером. Бернуллі і д'Аламбер вважали, що слід визначити{\displaystyle \log(-x)=\log(x)}, тоді як Лейбніц доводив, що логарифм від'ємного числа є уявним числом. Повна теорія логарифмів від'ємних і комплексних чисел, яку опублікував Ейлер у 1747—1751 роках, по суті нічим не відрізняється від сучасної. Хоча суперечка тривала (д'Аламбер відстоював свою точку зору і детально аргументував її в статті своєї «Енциклопедії» та в інших працях), підхід Ейлера до кінця XVIII століття набув загального визнання.
У XIX столітті, з розвитком комплексного аналізу, дослідження комплексного логарифма стимулювало нові відкриття. Гаусс 1811 року розробив повну теорію багатозначності логарифмічної функції, яка визначається як інтеграл від {\displaystyle {\frac {1}{z}}}. Ріман, спираючись на вже відомі факти про цю та аналогічні функції, побудував загальну теорію ріманових поверхонь.
Розробка теорії конформних відображень показала, що меркаторівську проєкцію в картографії, яка виникла ще до відкриття логарифмів (1550), можна описати як комплексний логарифм.